# 鎌倉新書
株式会社鎌倉新書（かまくらしんしょ、英: Kamakura Shinsho, Ltd.）は、東京都中央区に本社を置く、葬儀・お墓など終活関連のポータルサイト運営（「いい葬儀」ほか）、葬祭業界向けのビジネス書などの出版（『月刊終活』（旧『月刊仏事』）ほか）を行っている日本の企業である。

## 概要
1984年、清水憲二が豊島区に仏具業界向けの書籍の出版を事業目的として設立。2000年には葬祭業者検索サイト「いい葬儀」開設。その後「いいお墓」「いい仏壇」「いい相続」など多数の関連サイトを開設、運営。葬祭業者向けだけでなく一般向けのセミナーも開催している。

## 沿革
- 1984年 - 東京都豊島区にて、清水憲二が仏具業界向け出版社を設立。
- 1986年 - 中央区日本橋浜町に本社移転
- 1998年 - 中央区日本橋久松町に本社移転
- 2000年 - 葬儀社検索、お葬式のマナーや葬儀情報サイト「いい葬儀」開設
- 2001年 - 月刊『仏事』創刊号発売
- 2002年 - 清水祐孝が代表取締役に就任
- 2003年 - 「いいお墓」「いい仏壇」開設
- 2008年 - 「優良墓石・石材店ガイド」開設
- 2010年 - 中央区日本橋大伝馬町に本社を移転。
  - 「今は亡きあの人へ伝えたい言葉」実行委員会設立
- 2011年 - ヤフーと情報提供契約を締結。コンテンツ提供を開始。
  - 「遺産相続なび」「遺品整理なび」開設
- 2014年 - 中央区日本橋本石町に本社移転。ヤフーにて「Yahoo!エンディング」サービス開始
- 2015年 - 東京証券取引所マザーズ上場
- 2016年 - 中央区八重洲1丁目に本社移転。お別れ会サービス「Story」と「看取りコム」開設
- 2017年 - 東京証券取引所第一部へ市場変更。相木孝仁が代表取締役就任
- 2018年 - 清水祐孝が代表取締役社長兼会長就任
- 2019年 - 中央区京橋2丁目に本社移転。清水祐孝が代表取締役社長兼会長CEOに就任。小林史生が代表取締役COOに就任。須藤諭史が代表取締役CFOに就任。
  - 「いい相続」「いいお坊さん」「いい生前契約」開設
  - 海洋散骨事業の株式会社ハウスボートクラブを子会社化
- 2020年 - 清水祐孝が代表取締役会長CEOに就任。小林史生が代表取締役社長COOに就任
  - 「いい介護」「いい不動産」開設
- 2022年 - 『月刊仏事』を『月刊終活』にリニューアル
- 2025年 - 株式会社エイチームライフデザインのライフドット（Life.）事業を簡易吸収分割により譲受け[5]。

## 不祥事
寺院無断掲載
2021年9月、浄土宗は同社サイト「いい葬儀」に宗派所属寺院の情報が無断掲載されたとして抗議、同社はこれを削除した。

## 刊行物
- 『月刊終活』（旧『月刊仏事』）- 月刊誌
- 『仏具大事典』
- 『葬儀大事典』
- 『仏事と法事』
- 『浄土真宗本願寺派入門聖典』
- 『曹洞宗信行経典』
- 『法名戒名大事典』
- 『寺院用仏具事典』
- 『葬儀司会ハンドブック』
- 『香典で賄うお葬式』
- 『あなたの大切な人のためのエンディングノート』
- 『Mｙ Life 旅立ちの準備ノート』
- 『今は亡きあの人へ伝えたい言葉』

## 主なサービス
- いい葬儀
- いいお墓
- いい仏壇
- いい相続
- いい介護
- いいお坊さん
- 「Story」 － お別れ会・偲ぶ会

## 子会社・関連会社
- ハウスボートクラブ - 海洋散骨、墓じまい代行